# Henri Vercruysse-Bruneel
Pour les articles homonymes, voir Vercruysse et Bruneel.
Henri Vercruysse-Bruneel, né le 14 février 1789 à Courtrai et mort le 4 mars 1857 à Courtrai, est un homme politique belge.

## Fonctions et mandats
- Membre du Congrès national : 1830-1831
- Conseiller provincial de la Flandre-Occidentale
- Président du tribunal de commerce de Courtrai : 1844-
- Président de la Chambre de commerce de Courtrai : 1851-

## Sources
- Carl Beyaert, Biographies des membres du Congrès national, Brussel, 1930, p. 100
- (nl) Luc Schepens, De provincieraad van West-Vlaanderen, 1836-1921, Tielt, 1976